# Vom Landpfarrer zum Papst
Vom Landpfarrer zum Papst (Originaltitel: Gli uomini non guardano il cielo) ist ein italienischer Spielfilm aus dem Jahr 1952. Er handelt von Papst Pius X., der sich unter dem Eindruck des drohenden Ersten Weltkrieges in den letzten Wochen seines Pontifikats an sein Leben erinnert.

## Handlung
Am 28. Juni 1914 wird in Sarajevo ein Attentat auf den österreich-ungarischen Thronfolger Franz Ferdinand von Österreich-Este verübt. Voller Sorge beobachtet Papst Pius X., dass Österreich-Ungarn den Krieg will; aber auch in Frankreich, Deutschland und England ist man bereit, in den Krieg zu ziehen.
Als der Papst Besuch von seinem Neffen bekommt, erinnert er sich an sein Leben. In Riese geboren, verbrachte er seine Kindheit unter bescheidenen Verhältnissen. Eines Tages vermittelte ihn der Pfarrer des Ortes in das Seminar von Padua. Nach seiner Priesterweihe 1858 wurde er Kaplan in Tombolo, 1867 wurde er Erzpriester in Salzano. Während einer Cholera-Epidemie kümmerte er sich um die Kranken. Im Jahr 1884 wurde er zum Bischof von Mantua, und 1893 zum Patriarch von Venedig ernannt.
Nach dem Tod von Papst Leo XIII. wurde er im Konklave im Jahr 1903 zum Papst gewählt, nachdem der Favorit, Kardinal Mariano Rampolla del Tindaro, auf Grund des vom Krakauer Kardinalpriester Jan Puzyna de Kosielsko im Namen des österreichisch-ungarischen Kaisers Franz Joseph I. ausgeübten ius exclusivae an Rückhalt verloren hatte. Trotz großer Selbstzweifel nahm er die Wahl an.
Pius X. bemüht sich, vermittelnd in die Situation der drohenden Kriegsgefahr einzugreifen, muss aber erschüttert von der österreichisch-ungarischen Kriegserklärung an Serbien erfahren. Am 20. August 1914 stirbt der Papst.

## Kritiken
„Bei ansprechender Schlichtheit nicht frei von Schwächen, jedoch in allem eine würdige Annäherung an die innere Größe des 1954 heiliggesprochenen Papstes und sein leidenschaftliches, vom Ersten Weltkrieg überschattetes Bekenntnis zum Völkerfrieden. Dokumentarisch sorgfältig die Wiedergabe historischer Fakten, insbesondere die informative Nachbildung der Vorgänge bei der Papstwahl 1903.“